# Gibreel Ali
Gibreel Ali (arab. جبريل علي; ur. w 1924 w Daiongu) – sudański strzelec, olimpijczyk.
Na letnich igrzyskach olimpijskich 1960 w Rzymie, startował w dwóch konkurencjach, w których odpadał już po kwalifikacjach.

## Wyniki olimpijskie
| Igrzyska | Konkurencja                               | Wynik                                                                                 | Miejsce                                              | Źródło |
| -------- | ----------------------------------------- | ------------------------------------------------------------------------------------- | ---------------------------------------------------- | ------ |
| IO 1960  | Karabin małokalibrowy, trzy postawy, 50 m | Kwalifikacje Leżąc – 181 pkt. Klęcząc – 161 pkt. Stojąc – 112 pkt. Łącznie – 454 pkt. | Kwalifikacje – 72. miejsce (nie awansował do finału) | [ 1 ]  |
| IO 1960  | Karabin małokalibrowy leżąc, 50 m         | 357 pkt (92-86-90-89).                                                                | Kwalifikacje – 80. miejsce (nie awansował do finału) | [ 2 ]  |